# 劉理順
劉理順（1582年—1644年），字復禮，號湛六，河南杞县人，明末政治人物、狀元。

## 生平
萬曆三十一年（1603年）中癸卯科河南鄉試舉人。會試十次不第，與呂維祺結洛社之會，同鄉因其品格稱之為「劉夫子」。崇禎七年（1634年）中一甲一名進士（狀元），崇祯帝還宮喜曰：「朕今日得一耆碩矣。」授翰林院修撰，八年任经筵展書官，九年记起居注，十二年任福建鄉試正主考。官至左中允。
崇禎十七年（1644年）李自成入北京，劉理順在牆壁上寫下「成仁取義，孔、孟所傳。文信踐之，吾何不然」之句後，便酌酒自盡。其妻萬氏、妾李氏及其子劉孝廉加上婢僕十八人，闔門縊死。南明弘光元年（1645年）贈詹事，追谥文正。清順治十年（1653年）改諡文烈。

## 著作
著有《劉理順文集》十二卷等（孫劉菖石刊）。

## 延伸阅读
[在维基数据编辑]
 《明史卷二百六十六》，出自《明史》
 在维基共享资源阅览影像